# ماريو لوبيز إسترادا
ماريو لوبيز إسترادا (بالإسبانية: Mario Lopez Estrada)‏ هو شخصية أعمال غواتيمالي، ولد في 21 مارس 1938 في مدينة غواتيمالا في غواتيمالا.